# Maruška (EP)
Maruška je debitantski EP slovenskega harmonikarja Jožeta Kampiča. Album je bil izdan leta 1964 pri srbski založbi Diskos. Kot aranžerja in dirigenta Zabavnega orkestra RTV Ljubljana, ki je spremljal Kampiča, sta sodelovala Jože Privšek in Mario Rijavec.
»Maruška«, »Hora Staccato« in »Over the Rainbow« so leta 2001 ponovno izšle pri ZKP RTV Slovenija na kompilacijskem albumu Za ljubitelje swinga.

## Seznam skladb
A stran
1. »Maruška« (Jože Privšek)
2. »Hora Staccato« (Grigoras Dinicu/Mario Rijavec)

B stran
1. »Red Roses for a Blue Lady« (Sid Tepper/Jože Privšek)
2. »Over the Rainbow« (Harold Arlen/Mario Rijavec)

## Sodelujoči
- Jože Kampič – harmonika
- Jože Privšek – dirigent (A1)
- Mario Rijavec – dirigent (A2, B1, B2)
- Zabavni orkester RTV Ljubljana